# Estação Cabo Branco
A Estação Cabo Branco – Ciência, Cultura e Artes, popularmente conhecida como Estação Ciência,[carece de fontes?] localizada no bairro Cabo Branco, limite com o bairro Portal do Sol, em João Pessoa, capital do estado brasileiro da Paraíba, foi projetada pelo arquiteto Oscar Niemeyer e inaugurada no dia 3 de julho de 2008 pelo ex-prefeito Ricardo Vieira Coutinho.
A Estação tem a missão de levar cultura, arte, ciência e tecnologia à população de forma gratuita. Além da proposta cultural, a Estação se apresenta como um dos principais pontos turísticos e cartão-postal da cidade, juntamente com o Farol do Cabo Branco.

## Ampliação
Em frente a atual Estação Cabo Branco está sendo construída a Unidade 2 da Estação Cabo Branco,com 4.500 metros quadrados,contará com espaços para divulgação cultural, instalados no prédio central, além de ser reservada uma área para estacionamento e construído um lago artificial.
Foi inaugurada em  Maio de 2012, a ampliação deve impulsionar a realização de grandes eventos na cidade, como congressos, palestras, exposições e business.

## Galeria de imagens

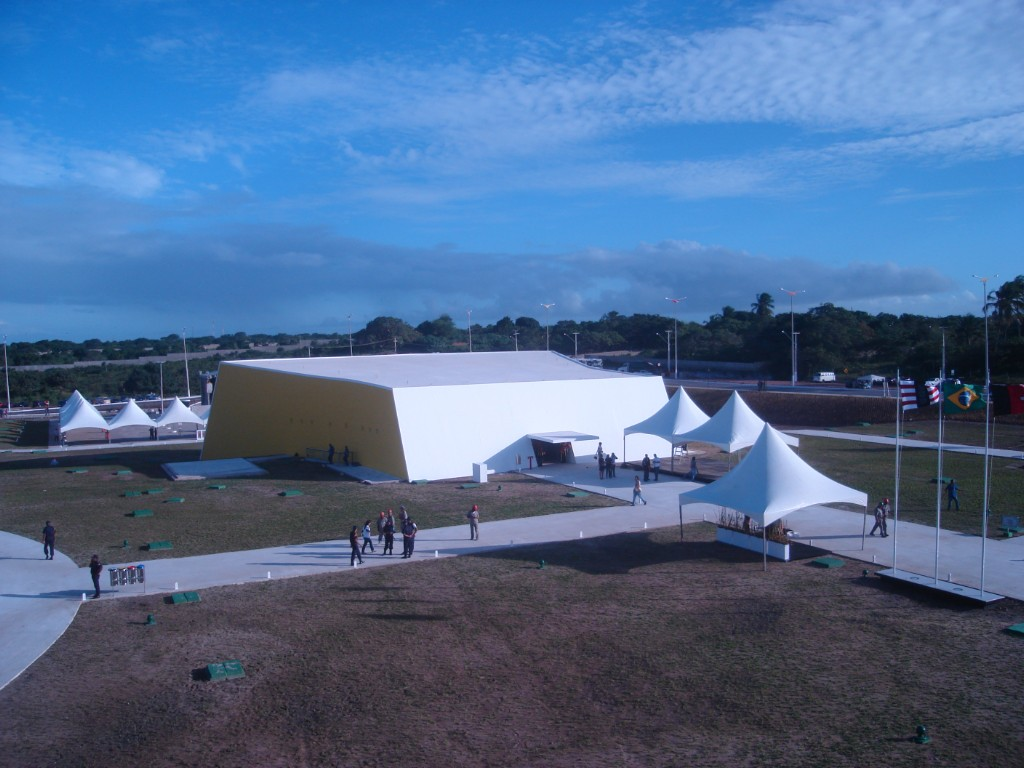
Capacidade para 501 pessoas e duas salas para convenções com 200 lugares
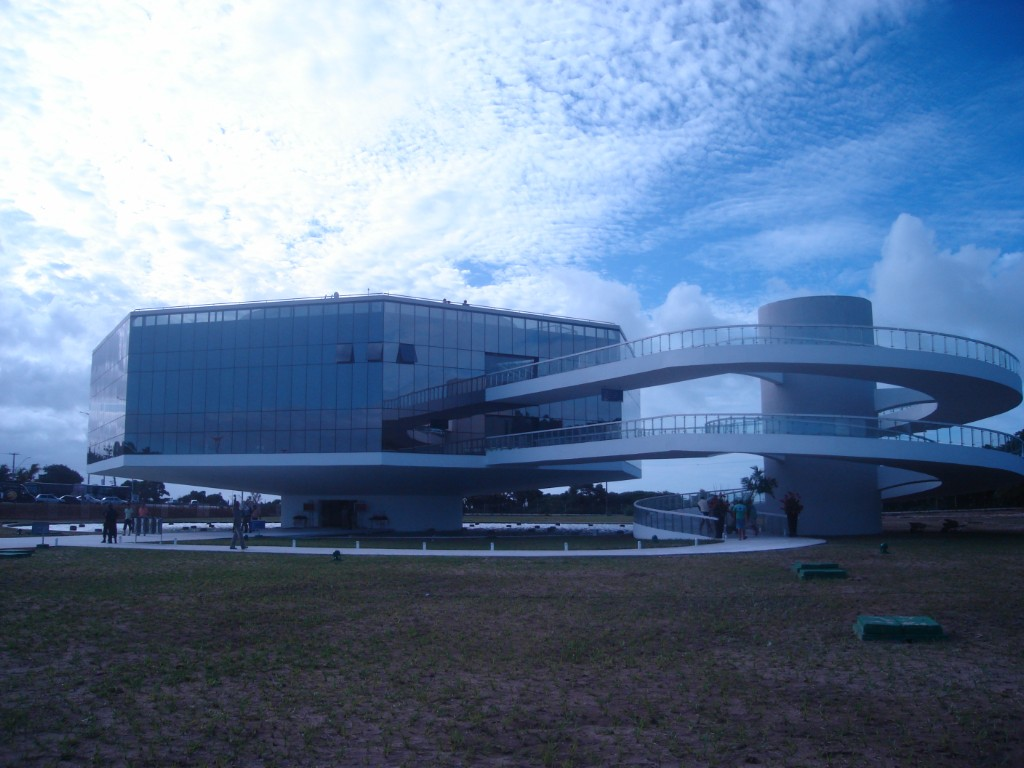
Vista da torre do mirante
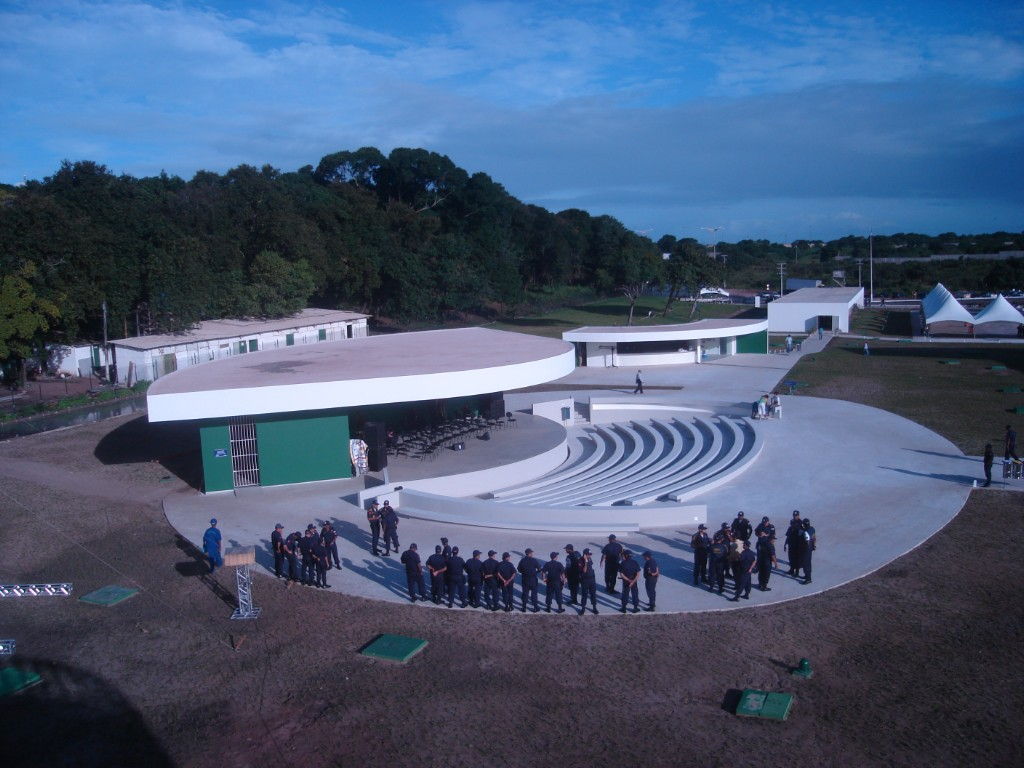
Anfiteatro com capacidade de 300 pessoas sentadas
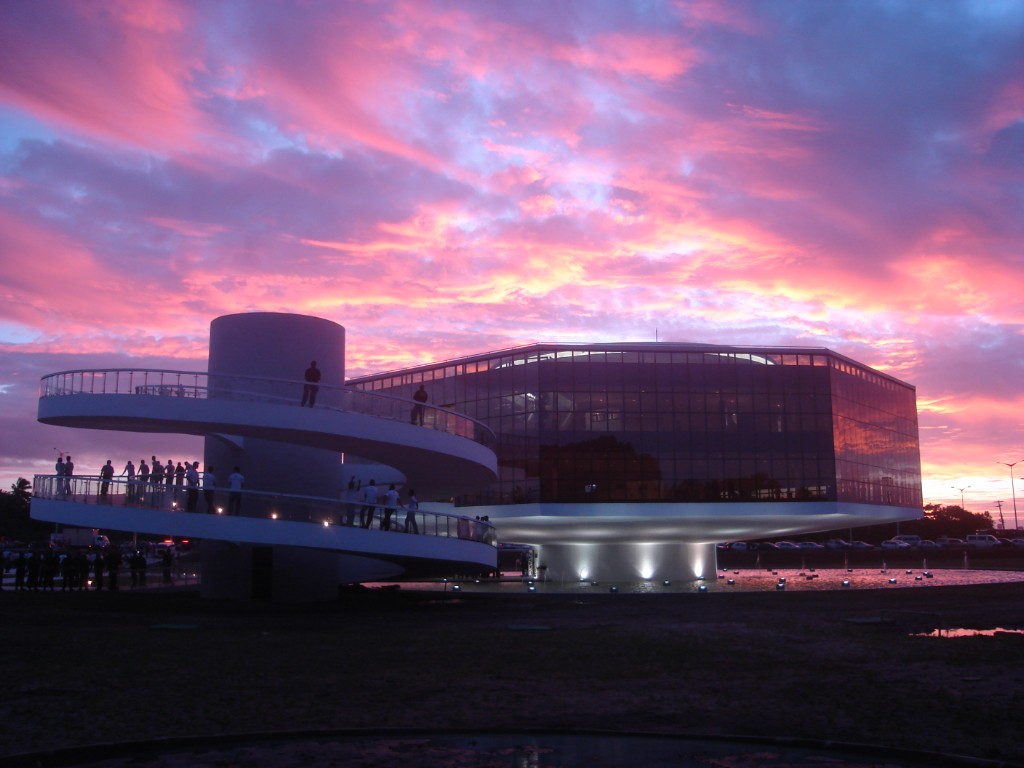
Vista ao anoitecer